# Schuler Group
Schuler Group é uma empresa alemã com sede em Göppingen, que atua no campo de formação de processos pré-industriais e cunhagem, é a maior fabricante de prensas do mundo. As prensas são usadas para criar folhas para automóveis e outras peças, bem como itens como latas de bebidas e aerossóis, moedas, pias, tubos grandes e peças para motores elétricos.

## Mercado
A empresa possui unidades de produção na Alemanha, Suíça, Brasil, EUA e China e, além da indústria automotiva e seus fornecedores, também fornece à eletrodomésticos, indústria elétrica, indústrias de forja, energética e aeroespacial bem como a ferroviária.
No total, a empresa tem presença em 40 países com sites próprios e representantes.
Em 31 de dezembro de 2016, a empresa empregava 6.617 pessoas e, no ano fiscal de 2016, alcançou um faturamento de cerca de € 1,2 bilhão. O lucro antes dos juros e impostos (EBIT) cresceram em 2015 em € 95,4 milhões, o resultado do grupo foi de € 77,4 milhões.
As ações da Schuler AG foram listadas no mercado regulamentado nas bolsas de valores de Frankfurt e Stuttgart. Quando a porção pública de flutuação caiu abaixo de 10% em 2012, o grupo caiu do índice de ações SDAX. Em 2014 as ações foram retiradas da bolsa de valores regulamentada; hoje, as ações só estão listadas no mercado aberto na Bolsa de Valores de Munique.

## História

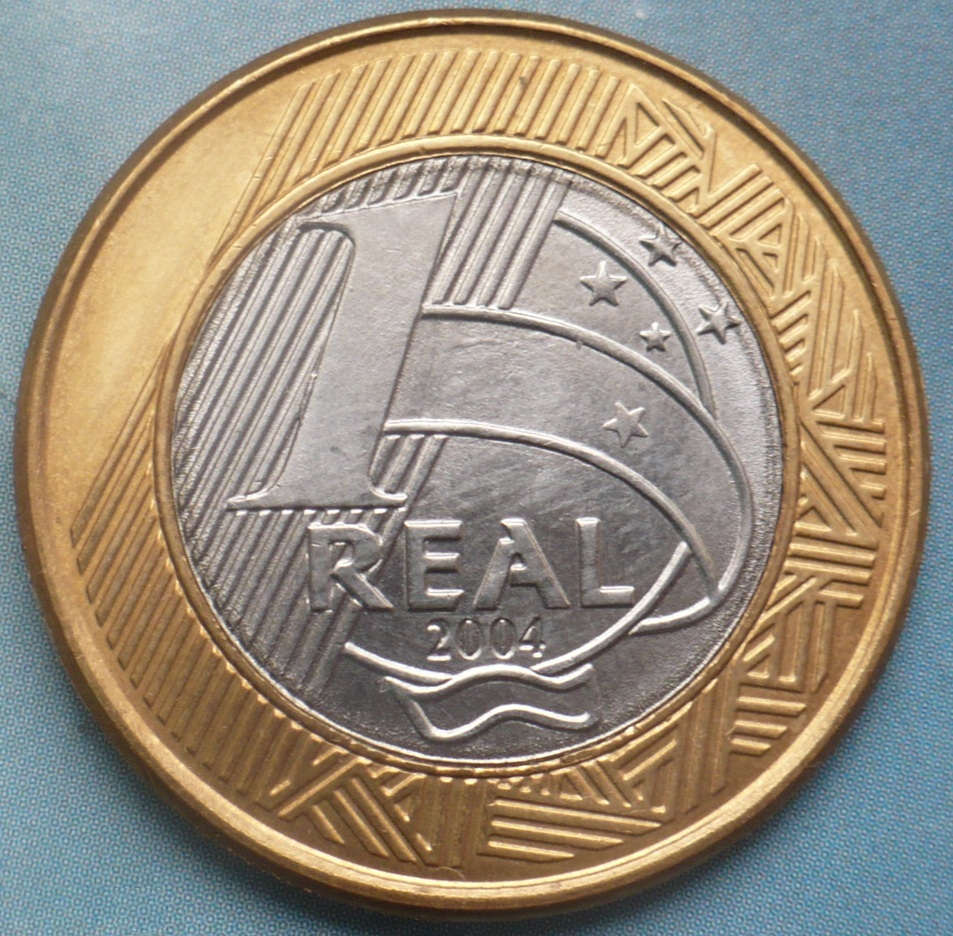
As moedas em circulação no Brasil são cunhadas utilizando as prensas Schuler.

A companhia foi fundada por Louis Schuler em 1839 e produziu as primeiras máquinas de formação de chapas metálicas em 1852. Em 1895, as primeiras prensas de mineração foram exportadas para a China. A Schuler apresentou a primeira prensa de transferência do mundo na Exposição Universal de 1900, em Paris. Em 1924, foi entregue a primeira prensa de painéis para produção em massa. Em 1999, A Schuler tornou sua oferta pública e entrou no campo da tecnologia laser com a aquisição da Held Lasertechnik em Dietzenbach, Alemanha. Em 2007, adquiriu a companhia Müller Weingarten AG, que também incluiu a empresa Umformtechnik Erfurt, juntamente com outras. Essa aquisição criou um fornecedor líder global de tecnologia de formação para processamento de metais com uma participação no mercado de cerca de 35%. 

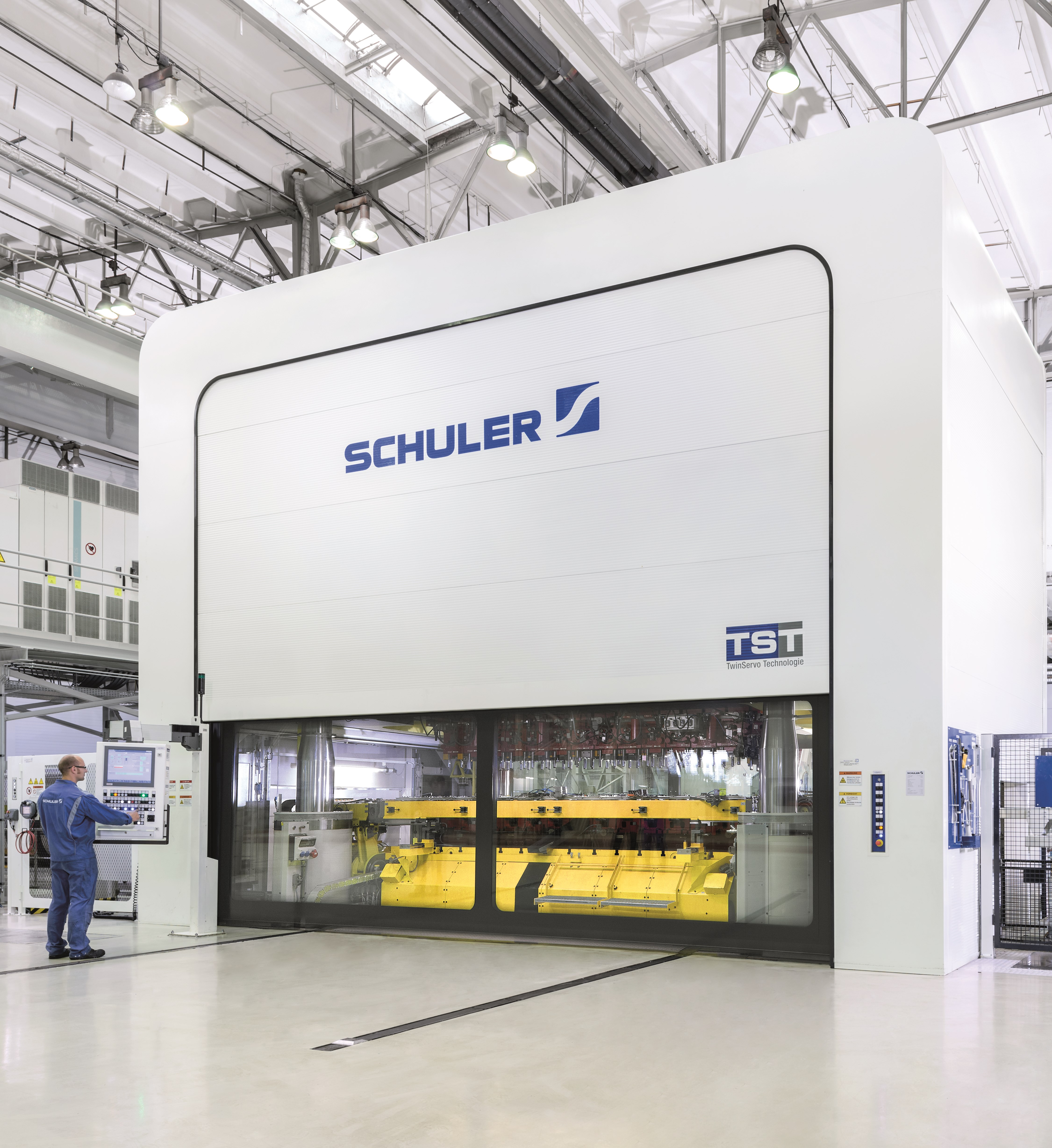
Prensa de transferência de 16.000 quilonewton em Erfurt.

No mesmo ano, a Schuler lançou sua Tecnologia ServoDirect para prensas, que agora se tornou o padrão para a indústria do ramo. Foi seguida pela TwinServo Technology em 2014.
Uma prensa de desenho profundo de duas alavancas fabricada pela Schuler datadas de 1928 foi mantida no museu Automobilwerk Eisenach, é exibida fora do museu em Eisenach como um monumento técnico, depois de ter estado em operação lá até 1998.
Quando a porção pública de flutuação caiu abaixo de 10% em 2012, a Schuler caiu do índice de ações SDAX
Em maio de 2012, a empresa austríaca Andritz AG adquiriu 38,5% das ações da Schuler AG da família Schuler-Voith, e fez dos acionistas uma oferta de € 20 por ação. Em 15 de fevereiro de 2013, a Andritz reportou uma participação de 93,57%, após as autoridades terem aprovado a aquisição. 
Na primavera de 2014, o Conselho Executivo da Schuler AG decidiu solicitar que as ações da Schuler AG fossem deslistadas, inaugurou oficialmente a Torre de Inovação Schuler na sede de Göppingen, em 2017.
Como parte das atividades de patrocínio, a companhia vem apoiando projetos no campo das ciências, pesquisas e educação bem como assuntos sociais e boa cidadania nos diversos locais. O Fundo Louis Schuler de Educação e Ciência, por exemplo, é designado para dar suporte a estagiários e instituições de ensino na área da tecnologia.